# Poza Honda, Veracruz
Poza Honda är en ort i Mexiko.   Den ligger i kommunen Acula och delstaten Veracruz, i den sydöstra delen av landet, 400 km öster om huvudstaden Mexico City. Poza Honda ligger 9 meter över havet och antalet invånare är 146.
Terrängen runt Poza Honda är mycket platt. Runt Poza Honda är det ganska glesbefolkat, med 45 invånare per kvadratkilometer. Närmaste större samhälle är Carlos A. Carrillo, 19,1 km söder om Poza Honda. Trakten runt Poza Honda består till största delen av jordbruksmark.